# Пам'ятник Данилові Галицькому (Тернопіль)
Пам'ятник Данилові Галицькому — пам'ятник князеві Данилові Галицькому на Майдані Волі в місті Тернополі (Україна). Пам'ятка монументального мистецтва місцевого значення, охоронний номер 1682.

## Опис
Пам'ятник розташований на майдані Волі. Він виготовлений з карбованої міді і стоїть на п'єдесталі-скелі з гранітних плит.
Князь зображений в образі воїна в простих обладунках, штрихи його високого сану виражені лише в ободі на голові та пряжці-застібці на довгому плащі. Він сидить на буланому коні, що заніс ногу в подальшому кроці, у правій руці тримає опущений меч, у лівій — щит.
На постаменті викарбуваний напис: ДАНИЛО ГАЛИЦЬКИЙ.

Вид збоку.

Навколо пам'ятника оформлено підніжжя з квітниками.
Автори: скульптор — Борис Рудий, Богдан Рудий, архітектор — Олександр Міщук.

## З історії пам'ятника
11 листопада 1935 року на площі відкрито перший у тодішній Польщі пам'ятник маршалу Пілсудському. 6 січня 1940 за наказом радянської влади пам'ятник знищили, а після Другої світової війни тут поставили пам'ятник більшовицькому діячу Володимирові Леніну, який демонтували 8 серпня 1990.
Ідея встановити пам'ятник Данилові Галицькому виникла в чиновників Тернопільської облдержадміністрації з нагоди відзначення 800-річчя з дня народження першого короля Русі.
Пам'ятник Данилові Галицькому відкрито 5 жовтня 2002 року.
У 2015 році навколо пам'ятника встановили чотири прожектори, які підсвічують його з усіх боків. У 2016 році реставрували гранітні плити підніжжя.